# Pedicia procteriana
Pedicia procteriana är en tvåvingeart som beskrevs av Alexander 1939. Pedicia procteriana ingår i släktet Pedicia och familjen hårögonharkrankar. Inga underarter finns listade i Catalogue of Life.